# Pere Rigald
Pere Rigald, també anomenat Rigall o Rigau (en llatí Petrus Rigaldi) (?-1104) fou un eclesiàstic català, fundador i primer abat de la canònica de Santa Maria de Vilabertran, situada en aquest poble de l'Alt Empordà.
Pere Rigald va néixer en el si d'una família de propietaris rurals al Mas Sitjar, un mas no localitzat entre Espolla i Rabós. El 1069 va rebre donació de tres matrimonis de l'església de Santa Maria de Vilabertran, així com els territoris que hi havia al voltant per tal d'establir-hi un monestir, amb la indicació especial que fos Rigald qui el regís. El 1080 va iniciar les obres de construcció de l'església actual del monestir, de les quals fou el principal promotor i no va dubtar en ser un treballador més.
El 1090 va continuar l'obra fundadoda quan va establir el priorat de Santa Maria del Camp, al municipi del Rosselló de Peçà. El 1093 fou obligat pel bisbe de Vic a deixar el monestir de Sant Joan de les Abadesses i retornar a Vilabertran.
Va morir en olor de santedat i fou enterrat a les portes del monestir, fins al segle xv, quan fou traslladat a l'interior del temple, on es va construir un nou sepulcre a l'entrada, al costat dret de la nau.
Fou tingut com a persona santa i venerat a la seva tomba per la comunitat i el veinatge; Domènec el llista com a servent de Déu a la seva Historia general de los santos y varones ilustres de santidad del principado de Cataluña. En 1789, les incursions franceses destruïren les tombes de l'església foren destruïdes. La col·legiata subsistí fins al 1835, però el culte s'anà perdent i avui és oblidat.